# 기암역
기암역(奇巖驛)은 조선민주주의인민공화국 함경남도 리원군 기암리에 위치한 평라선의 역이다. 여객과 화물을 모두 취급한다. 역 근방에 바닷가 쪽으로 돌출된 기암괴석을 볼 수 있는 곡구(谷口), 모래사장 등의 명승이 있다.

## 연혁
- 1927년 12월 1일: 함경선 군선 - 단천 간 개통과 함께 영업 개시[3]
- 일자 불명: 평라선으로 편입